# ドラゴン/ブルース・リー物語
『ドラゴン/ブルース・リー物語』（原題：Dragon: The Bruce Lee Story）は、1993年制作のアメリカ映画。

## 概要
ブルース・リーの生涯をリンダ夫人の著書「ブルース・リー・ストーリー」と『燃えよドラゴン』の監督ロバート・クローズの著書“Bruce Lee: The Beginning”を原作に映画化。
ブルース・リーが自分や息子ブランドンを狙う悪魔の幻影を見るという場面を折り込む事によって、彼の悲劇的運命を強調する効果を上げている（ブランドン・リーもこの映画の公開前に事故死した）。
ブルース・リーを演じたジェイソン・スコット・リーはこれ以来、ブルース・リー本人も行っていた截拳道のトレーニングを行なっている。
ランディ・エデルマンが作曲したテーマ曲は『フォレスト・ガンプ/一期一会』など多くの映画の予告編や、テレビ番組のBGMに使用されている。

## スタッフ
- 監督：ロブ・コーエン
- 製作：ラファエラ・デ・ラウレンティス
- 脚本：エドワード・クマラ、ジョン・ラッフォ、ロブ・コーエン
- 原作：リンダ・リー、ロバート・クローズ
- 製作総指揮：ジョン・バダム、ダン・ヨーク
- 撮影：デヴィッド・エッグビー
- 音楽：ランディ・エデルマン

## キャスト
| 役名                       | 俳優                         | 日本語吹替 | 日本語吹替   |
| 役名                       | 俳優                         | ソフト版   | テレビ朝日版 |
| -------------------------- | ---------------------------- | ---------- | ------------ |
| ブルース・リー             | ジェイソン・スコット・リー   | 中村大樹   | 堀内賢雄     |
| リンダ・リー               | ローレン・ホリー             | 深見梨加   | 佐々木優子   |
| ビル・クリーガー           | ロバート・ワグナー           | 上田敏也   | 菅生隆之     |
| ヴィヴィアン・エメリー     | マイケル・ラーンド           | 竹口安芸子 | 浅井淑子     |
| グッシー・ヤン             | ナンシー・クワン             | 滝沢久美子 | 山田礼子     |
| フィリップ・タン           | ケイ・トン・リム             | 緒方賢一   | 田原アルノ   |
| エド・パーカー             | エド・パーカー・ジュニア     |            |              |
| イップ・マン               | ワン・リョン                 | 千田光男   | 嶋俊介       |
| ブルースの父               | リック・ヤン                 | 嶋俊介     | 仲野裕       |
| ジョニー・サン             | ジョン・チャン               | 笹岡繁蔵   | 西村知道     |
| ルーク・サン               | オン・スー・ハン             | 真地勇志   | 幹本雄之     |
| ジョー・ヘンダーソン       | エリック・ブラスコッター     | 佐藤正治   | 福田信昭     |
| 悪魔                       | スヴェン＝オーレ・トールセン |            |              |
| 歴史の教師                 | クライド・クサツ             |            |              |
| グリーン・ホーネットの監督 | ヴァン・ウィリアムズ         | 緒方賢一   |              |
| 燃えよドラゴンの監督       | ロブ・コーエン               |            |              |
| パーティーの歌手           | シャノン・リー               |            |              |

- テレビ朝日版：初回放送1995年7月2日『日曜洋画劇場』

その他：宮田光、峰恵研、高橋広司、大滝寛、檀臣幸、大木正司、伊藤和晃、渋谷茂、亀井芳子、武政弘子、湯屋敦子